# Distretto Taormina-Etna

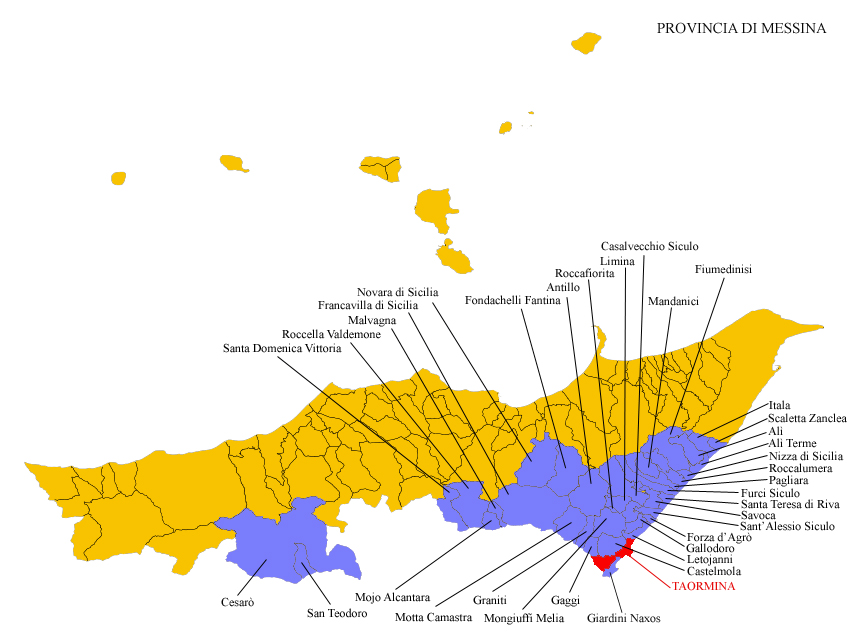
Posizione dei comuni della provincia di Messina che fanno parte del distretto.

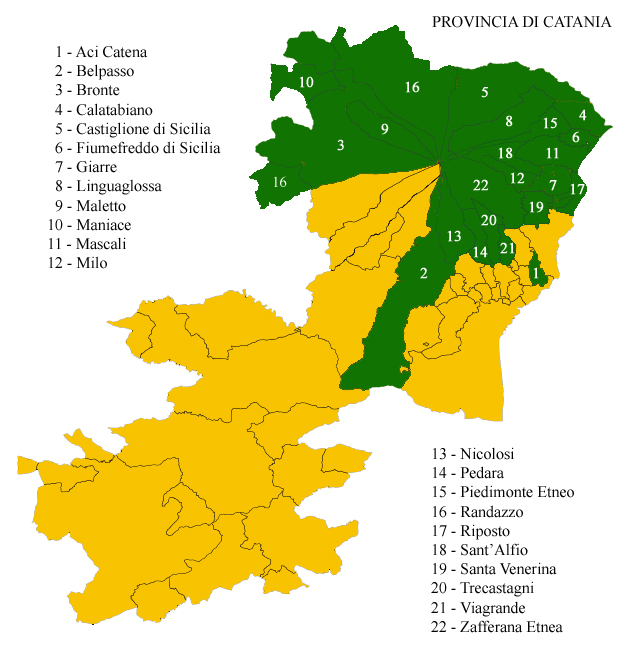
Posizione dei comuni della provincia di Catania che fanno parte del distretto.

Il distretto Taormina-Etna è un'azienda costituita da organismi pubblici e privati nata per promuovere lo sviluppo socioeconomico del territorio di Taormina e quello dell'Etna, secondo la logica del partenariato.
Si tratta di una vasta area, che comprende una realtà morfologicamente differenziata: si passa infatti da un'ampia zona montuosa, costituita dal Parco dell'Etna e da quello dei Nebrodi più a nord, a un lungo litorale che da Riposto tocca Taormina fino a Scaletta Zanclea.
L'azione del distretto opera per mezzo della valorizzazione delle componenti naturalistiche del territorio, nonché culturali, enogastronomiche e produttive in generale: rappresenta quindi un nuovo strumento in grado di fungere da volano per lo sviluppo dell'area e di creare i presupposti per l'integrazione degli altri comparti strategici dell'economia locale.

## Attori
Il distretto Taormina-Etna è gestito dalla società Sviluppo Taormina-Etna, ente nato il 27 marzo 2007 dalla fusione di due società realizzate nel 2001 per promuovere lo sviluppo locale (la Jonio-Alcantara e la Jonico-Etnea) e già conta numerosi organismi di natura pubblica e privata:
- 60 Amministrazioni comunali, ripartite tra le province di Catania e Messina;
- le Università di Catania, Messina ed Enna;
- le principali Agenzie di Sviluppo del Territorio;
- l'ente Parco dell'Etna e dei Nebrodi;
- la Camera di Commercio di Catania;
- la SAC (Società Aeroporto di Catania);
- l'FCE (la ferrovia circumetnea);
- oltre 125 fra aziende, associazioni, banche ed operatori privati di vario genere;
- 292 strutture ricettive tra hotel, B&B, agriturismi, e altre ancora.

## Opere realizzate
La società Sviluppo Taormina-Etna ha realizzato nel 2007 ben quattro patti territoriali, per un investimento di oltre 150 milioni di euro, del quale il 59% a carico degli enti pubblici mentre la restante parte a spese dei privati.
Tramite tale strumento è stato possibile valorizzare le risorse locali, potenziando le reti viarie e le infrastrutture di accoglienza al fine di sviluppare tutti i settori produttivi dell'area. Sono stati infatti creati nuovi posti letto a servizio del turismo, diversi stabilimenti balneari, varie opere infrastrutturali, nonché si è favorita la nascita di aziende agricole, agroalimentari, vinicole e turistico-ricettive.

## I comuni del distretto
- Aci Catena
- Alì
- Alì Terme
- Antillo
- Belpasso
- Bronte
- Calatabiano
- Casalvecchio Siculo
- Castelmola
- Castiglione di Sicilia
- Cesarò
- Fiumedinisi
- Fiumefreddo di Sicilia
- Fondachelli Fantina
- Forza d'Agrò

- Francavilla di Sicilia
- Furci Siculo
- Gaggi
- Gallodoro
- Giardini Naxos
- Giarre
- Graniti
- Itala
- Letojanni
- Limina
- Linguaglossa
- Maletto
- Malvagna
- Mandanici
- Maniace

- Mascali
- Mascalucia
- Milo
- Mojo Alcantara
- Mongiuffi Melia
- Motta Camastra
- Nicolosi
- Nizza di Sicilia
- Novara di Sicilia
- Pagliara
- Pedara
- Piedimonte Etneo
- Randazzo
- Riposto
- Roccafiorita

- Roccalumera
- Roccella Valdemone
- San Teodoro
- Sant'Alessio Siculo
- Sant'Alfio
- Santa Domenica Vittoria
- Santa Teresa di Riva
- Santa Venerina
- Savoca
- Scaletta Zanclea
- Taormina
- Trecastagni
- Valverde
- Viagrande
- Zafferana Etnea